# Équipe d'Estonie masculine de volley-ball
Cet article traite de l'équipe masculine. Pour l'équipe féminine, voir Équipe d'Estonie féminine de volley-ball.
L'équipe d'Estonie de volley-ball est composée des meilleurs joueurs estoniens sélectionnés par la Fédération estonienne de volley-ball (EVL : Eesti Võrkpalli Liit). Elle est classée au 49e rang de la FIVB au 11 juin 2021.

## Palmarès et parcours

### Palmarès
Néant

### Parcours

#### Championnat d'Europe
| - 1948 : Non participant - 1950 : Non participant - 1951 : Non participant - 1955 : Non participant - 1958 : Non participant - 1963 : Non participant - 1967 : Non participant - 1971 : Non participant - 1975 : Non participant - 1977 : Non participant |  | - 1979 : Non participant - 1981 : Non participant - 1983 : Non participant - 1985 : Non participant - 1987 : Non participant - 1989 : Non participant - 1991 : Non participant - 1993 : Non qualifié - 1995 : Non qualifié - 1997 : Non qualifié |  | - 1999 : Non qualifié - 2001 : Non qualifié - 2003 : Non qualifié - 2005 : Non qualifié - 2007 : Non qualifié - 2009 : 14e - 2011 : 12e - 2013 : Non qualifié - 2015 : 11e - 2017 : 13e - 2019 : 24e |

#### Ligue européenne
| - 2004 : Non participant - 2005 : 8e - 2006 : 8e - 2007 : Non participant - 2008 : Non participant - 2009 : Non participant - 2010 : Non participant - 2011 : Non participant - 2012 : Non participant - 2013 : Non participant - 2014 : Non participant - 2015 : 4e - 2016 : Vainqueur - 2017 : Non participant - 2018 : Vainqueur - 2019 : 3e |

## Sélectionneurs
- 1996-2000 :  Laimons Raudsepp
- 2000-2001 :  Andres Toode
- 2001-2003 :  Andres Skuin
- 2003-2004 :  Sakari Rautio
- 2004-2014 :  Pasi Sakari Rautio
- 2014-2019 :  Gheorghe Creţu
- Déc. 2019- :  Cédric Énard